# Ilhas de Curia Muria
As ilhas Curia Muria (em árabe: جزر خوريا موريا‎; romaniz.: Juzur Ḫurīyā Murīyā) são um grupo de cinco ilhas no mar da Arábia, a 40 quilômetros da costa sudeste de Omã. Fazem parte da província de Xalim e das ilhas Halaniate na província de Dofar.

## História

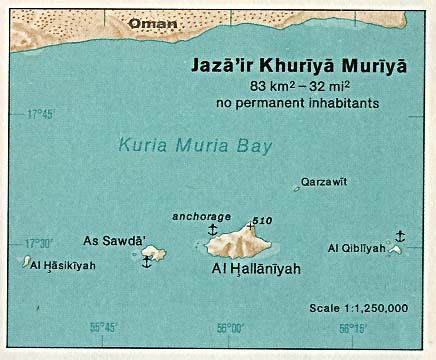
Mapas das ilhas Curia Muria

Na Antiguidade Clássica, foram chamada de ilhas Zenóbios (em latim: Zenobii insulae; em grego clássico: Ζηνοβίου νησία, Zenobíou nesía), e segundo Ptolemeu, havia sete ilhas no Sino Sacalites (em latim: Sinus Sachalites), na entrada do golfo Pérsico. Em 1854, o sultão de Mascate (depois Mascate e Omã, agora Omã) deu as ilhas à Rainha do Reino Unido Vitória (r. 1837–1901) como presente e a responsabilidade pelas ilhas foi concedida ao governo de Bombaim na Índia britânica. Na altura, houve alguma preocupação de que a escritura de cessão fosse nula, uma vez que o sultão não tinha direitos sobre o arquipélago. A Companhia Telegráfica do Mar Vermelho e Índia, formada em 1858, pretendia usar uma das ilhas como base para uma conexão telegráfica entre Adem e Carachi, mas o projeto foi abandonado em 1861 depois que seções do cabo falharam.
Um grupo de empresários de Liverpul recebeu direitos de monopólio para colher abundantes depósitos de guano, mas após sofrerem a resistência dos habitantes locais que consideravam esse recurso seu, e questões no parlamento britânico sobre a conveniência de dar direitos de monopólio a qualquer pessoa, a mineração foi abandonado após cerca de 200 000 toneladas serem extraídas entre 1855 e 1860. Nesse período, o arquipélago apresentou um cenário movimentado, com até 52 navios presentes em uma ocasião. Quando o coronel Miles visitou o arquipélago em 1883, menos de 40 habitantes viviam em Halania, a ilha principal. Os ilhéus viviam em cabanas de pedra não cortada com telhados de esteira e, em certas épocas, mudavam-se para cavernas. Viviam de peixe, marisco e leite de cabra, ocasionalmente trocando peixe seco por tâmaras e arroz de navios que passavam. Pescavam inteiramente com anzóis, uma vez que não tinham barco nem redes.

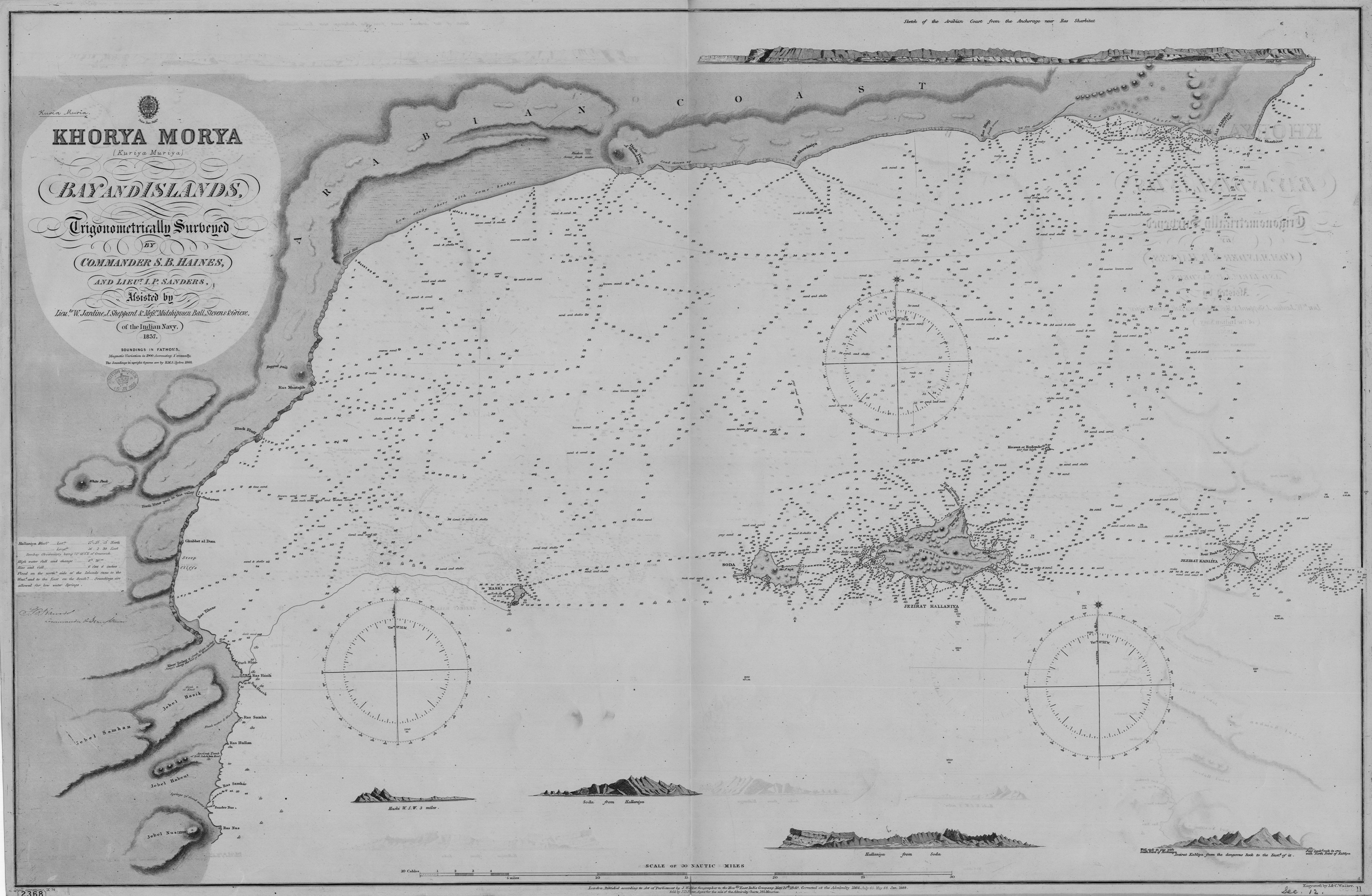
Baía de Curia Muria segundo desenho de 1837

Em 1886, as ilhas foram anexadas administrativamente a Adem. Devido ao seu afastamento, à falta de ancoradouros e ao fato de os habitantes continuarem a se considerar súditos do sultão de Mascate, as ilhas permaneceram sem administração e, por décadas, foram apenas visitadas esporadicamente por oficiais britânicos. Embora tecnicamente parte do Protetorado de Adem, as ilhas, por causa de seu afastamento e inacessibilidade, foram deixadas para a supervisão do residente britânico no golfo Pérsico. Como possessão britânica até 1967, foram administrados pelo governador de Adem até 1953, depois pelo alto comissário britânico até 1963 e, finalmente, pelo residente britânico do Golfo Pérsico (com base no Barém). Em 30 de novembro de 1967, Hugh Foot, o embaixador britânico nas Nações Unidas, anunciou que de acordo com os desejos dos habitantes locais, as ilhas seriam devolvidas a Mascate e Omã, apesar das críticas do presidente Catã Maomé Alxaabi (1967–1969) de que as ilhas devia ser transferido à República Popular do Iêmem do Sul. A fronteira entre os dois países não foi formalmente estabelecida até 1992, quando foi acordado que as ilhas ficavam do lado de Omã da linha.